# Oblivious
《oblivious》是Kalafina的第1張單曲。於2008年1月23日由SME Records發行。 收錄了劇場版動畫《空之境界》第一章至第三章的片尾主題歌。另外亦發行了本作品的Remix版本《Re/oblivious》。
電視廣告的旁述為聲優高垣彩陽。原作小說《空之境界》的作者奈須茸評價她掌握到了原作的氣氛。

## 收錄曲
1. oblivious
作詞・作曲・編曲：梶浦由記
劇場版動畫《空之境界 第一章 俯瞰風景》片尾主題歌。
2. 作詞・作曲・編曲：梶浦由記
劇場版動畫《空之境界 第二章 殺人考察（前）》片尾主題歌。
3. 作詞・作曲・編曲：梶浦由記
劇場版動畫《空之境界 第三章 痛覚殘留》片尾主題歌。

## Re/oblivious
《Re/oblivious》為Kalafina第1張單曲《oblivious》的完全生産限定Remix迷你專輯。 於2008年4月23日由SME Records發行。這是製作人梶浦由記的第一次Remix。

## 收錄曲
1. oblivious 〜俯瞰風景 mix
作詞・作曲・編曲：梶浦由記
劇場版動畫《空之境界 第一章 俯瞰風景》片尾主題歌的Remix版。
2. interlude 01
作詞・作曲・編曲：梶浦由記
前曲《oblivious》與次曲《君が光に変えて行く》的聯繋曲。
3. 君が光に変えて行く 〜acoustic ver.
作詞・作曲・編曲：梶浦由記
劇場版動畫《空之境界 第二章 殺人考察（前）》片尾主題歌的Remix版。
4. interlude 02
作詞・作曲・編曲：梶浦由記
前曲《君が光に変えて行く》與次曲《傷跡》的聯繋曲。
5. 傷跡 〜piano² mix
作詞・作曲・編曲：梶浦由記
劇場版動畫《空之境界 第三章 痛覚殘留》片尾主題歌的Remix版。
6. finale
作詞・作曲・編曲：梶浦由記

## 相關項目
- 空之境界
- TYPE-MOON

## 資料來源
1. ↑  . oricon.co.jp.   [2015-07-07]. （原始内容存档于2012-10-21）.
2. ↑  . sonymusic.co.jp.   [2015-07-06]. （原始内容存档于2012-02-10）.
3. ↑  .   [2010-01-27]. （原始内容存档于2009-11-05）.
4. ↑  所有曲目皆來自該單曲。

## 外部連結
- （日語）Kalafina 官方網站（页面存档备份，存于）